# المصلى (العرش)

تعديل مصدري - تعديل

حارة المصلى هي إحدى حارات مدينة المصلى أحد مدن محافظة البيضاء، بلغ تعداد سكانها 3737 نسمة حسب تعداد اليمن لعام 2004.